# 玩具町站
玩具町站（日语：／ Omochanomachi eki */?）位于日本下都賀郡壬生町，是屬於東武鐵道公司的鐵路車站，車站编号为TN 35

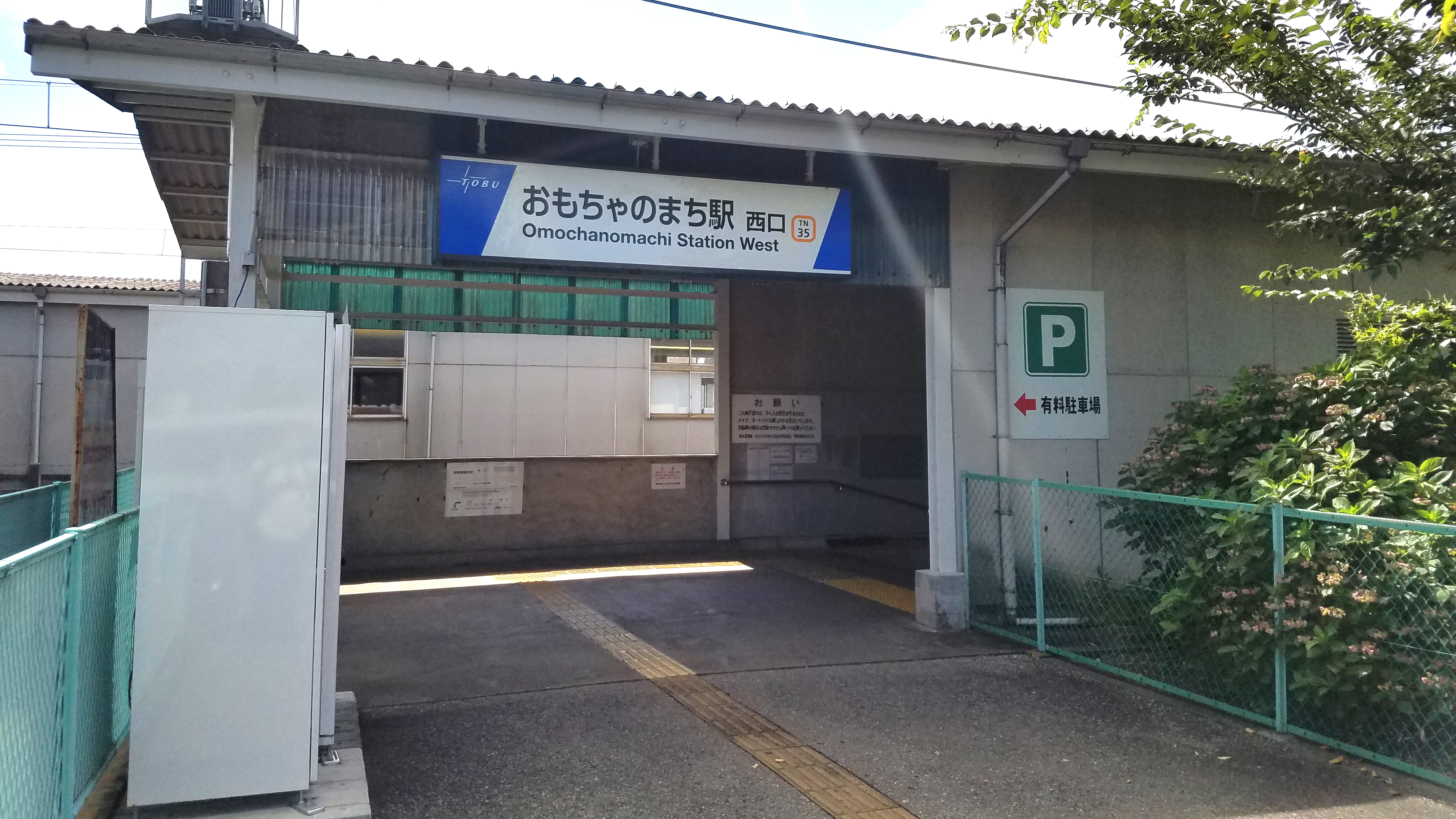
西口（2021年8月）

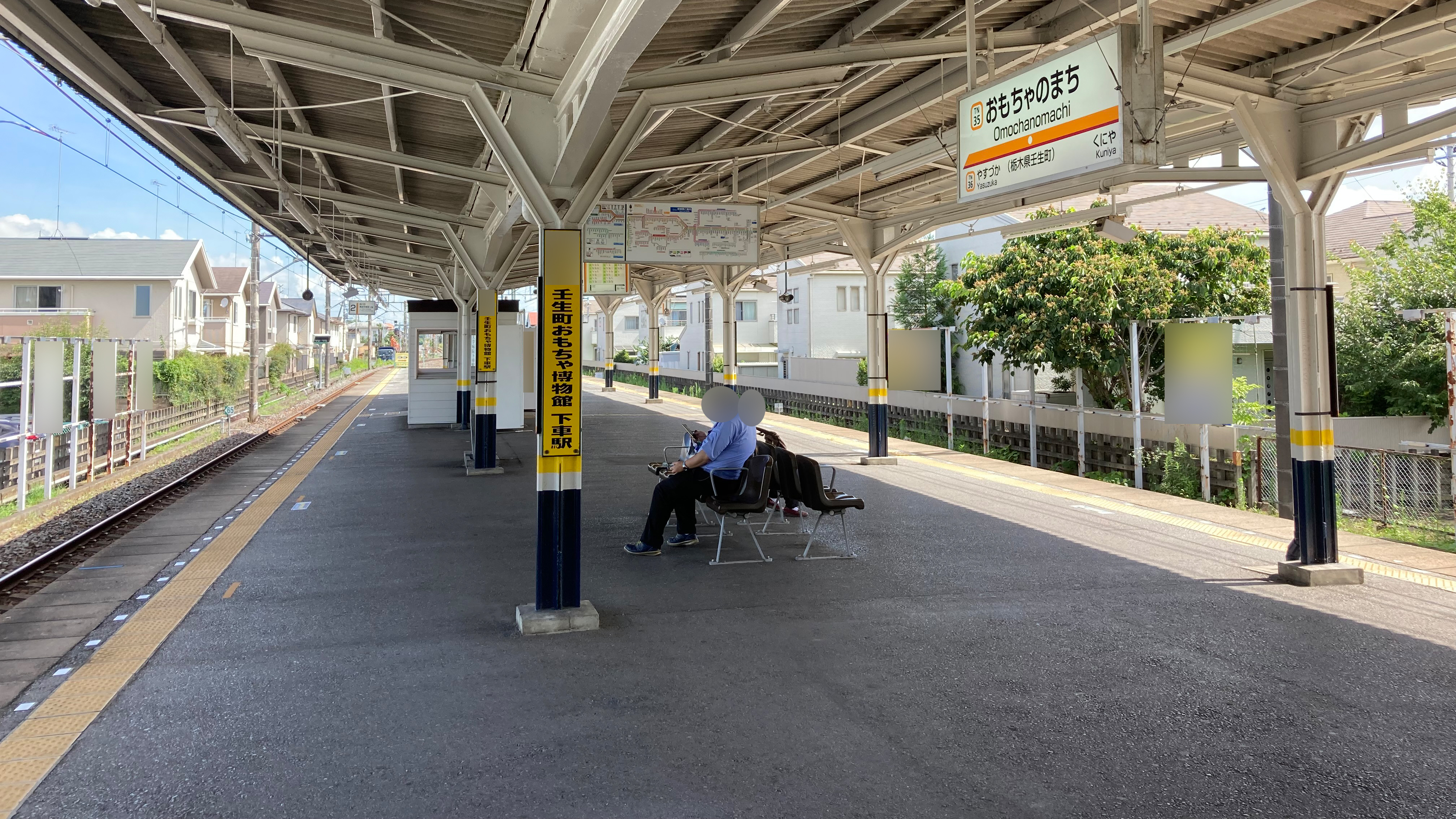
月台（2021年8月）

## 歷史
- 1965年（昭和40年）
  - 4月1日 - 試營運。
  - 6月7日 - 開業。

## 站名由來
以玩具商多美工業（現：特佳麗多美）為首，在車站附近形成了玩具製造相關企業聚集的工業團地「玩具町」。根據多美，站名的命名者是多美創業者富山榮市郎。

## 车站結構

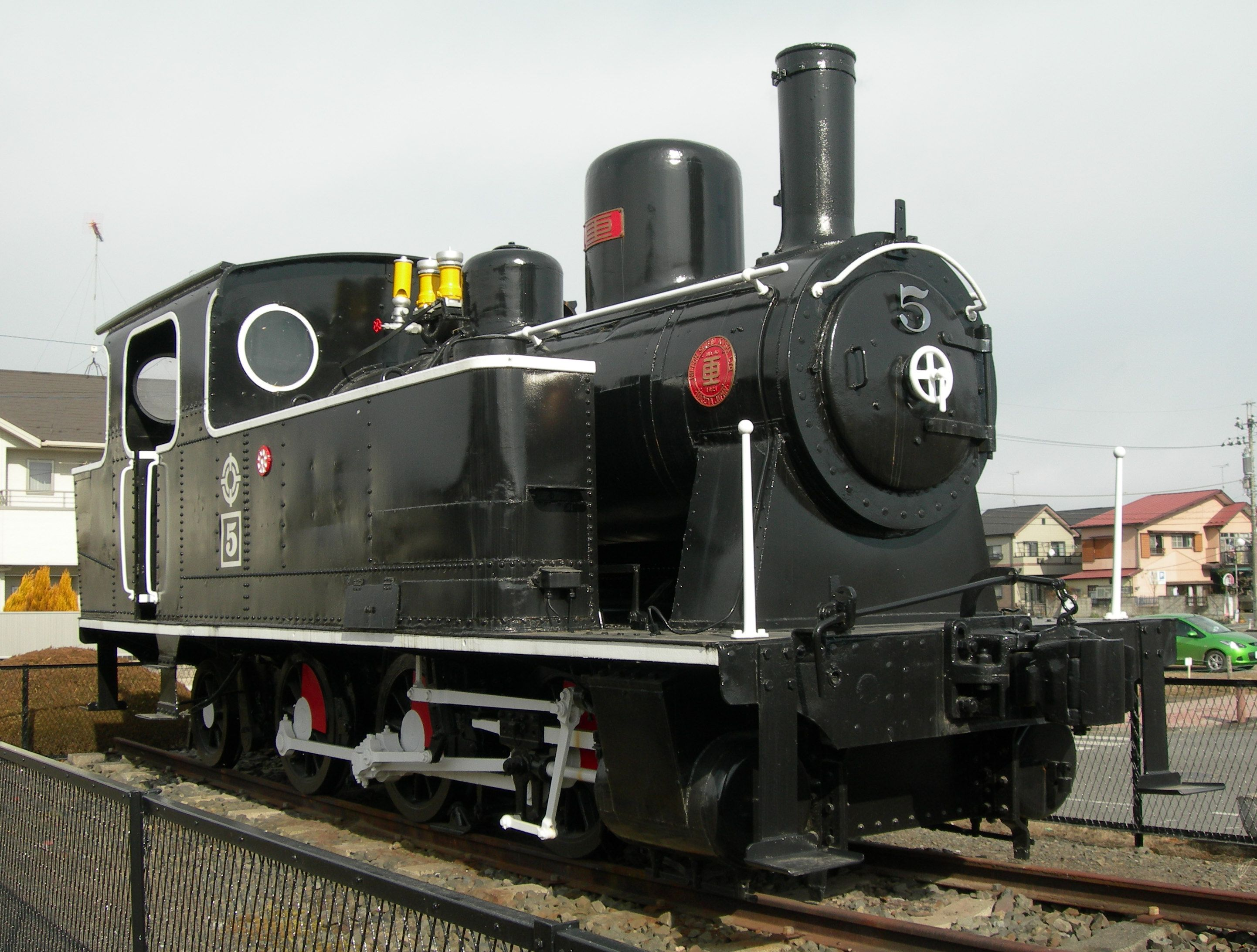
東口附近保存的5號蒸気機車

本站為島式月台1面2線地面車站。車站兩側的東西地下自由通道中間有階梯前往站房與月台。站內設有PASMO簡易IC卡感應機，沒有電梯或電扶梯。

### 月台配置
| 月台 | 路線     | 方向 | 目的地         |
| ---- | -------- | ---- | -------------- |
| 1    | 宇都宮線 | 上行 | 栃木方向       |
| 2    | 宇都宮線 | 下行 | 東武宇都宮方向 |

## 使用情況
2017年度的1日平均上下車人次為2506人，是宇都宮線使用人次最多的中途站。
近年1日平均上下車人次推移如下表｡
| 年度               | 1日平均上下車人次 |
| ------------------ | ----------------- |
| 1998年（平成10年） | 3,376             |
| 1999年（平成11年） | 2,969             |
| 2000年（平成12年） | 2,931             |
| 2001年（平成13年） | 2,744             |
| 2002年（平成14年） | 2,646             |
| 2003年（平成15年） | 2,543             |
| 2004年（平成16年） | 2,523             |
| 2005年（平成17年） | 2,427             |
| 2006年（平成18年） | 2,386             |
| 2007年（平成19年） | 2,368             |
| 2008年（平成20年） | 2,443             |
| 2009年（平成21年） | 2,439             |
| 2010年（平成22年） | 2,409             |
| 2011年（平成23年） | 2,325             |
| 2012年（平成24年） | 2,519             |
| 2013年（平成25年） | 2,606             |
| 2014年（平成26年） | 2,532             |
| 2015年（平成27年） | 2,504             |
| 2016年（平成28年） | 2,486             |
| 2017年（平成29年） | 2,506             |

## 車站周邊
- 玩具町（玩具團地）
- 玩具町萬代博物館（日语：おもちゃのまちバンダイミュージアム）
- 壬生町綜合公園
  - 壬生町玩具博物館（日语：壬生町おもちゃ博物館）
  - 栃木腕白公園
- 獨協醫科大學（日语：獨協医科大学）
  - 獨協醫科大學醫院（日语：獨協医科大学病院）
- 玩具町郵便局
- 獨協醫科大前簡易郵便局
- Frespo（日语：フレスポ）玩具町
- 北關東自動車道壬生交流道
- 栃木縣道302號玩具町停車場線（日语：栃木県道302号おもちゃのまち停車場線） - 栃木縣道2號宇都宮栃木線（日语：栃木県道2号宇都宮栃木線）

### 玩具製造商
- TOMYTEC（日语：トミーテック）（鐵道模型/生活用品OEM製造、特佳麗多美子公司）
- LOGIPAL EXPRESS（日语：ロジパルエクスプレス）
- Epoch

## 巴士路線
西口可搭乘關東自動車路線巴士。
玩具町站
|                           |                            | 往獨協醫大醫院 |
| 夕顔巴士 （ゆうがおバス） |                            | 往獨協醫大醫院 |
| 夕顔巴士                  | 格林之森（グリムの森）入口 | 往石橋站       |

2019年10月1日起，以本站為基點的下野市、上三川町、壬生町廣域巴士「夕顔巴士」（ゆうがおバス）開始實驗運行。目前由關東自動車委託運行。

## 相邻车站
東武鐵道
 宇都宮線
- ■特急「下野」停車站

■普通
國谷（TN 34）－玩具町（TN 35）－安塚（TN 36）

## 外部連結
- 玩具町（車站資訊） - 東武鐵道